# معاهدة الدفاع المتبادل بين الولايات المتحدة وجمهورية كوريا
معاهدة الدفاع المتبادل بين الولايات المتحدة وجمهورية كوريا، هي معاهدة بين كوريا الجنوبية والولايات المتحدة تم توقيعها في 1 أكتوبر 1953، بعد شهرين من توقيع اتفاقية الهدنة الكورية التي أدت إلى وقف القتال في الحرب الكورية. يُلزم الاتفاق البلدين بتقديم المساعدة المتبادلة إذا واجه أي منهما هجومًا مسلحًا خارجيًا ويسمح للولايات المتحدة بوضع قوات عسكرية في كوريا الجنوبية بالتشاور مع حكومة كوريا الجنوبية.

## روابط خارجية
- معاهدة الدفاع المتبادل بين الولايات المتحدة وجمهورية كوريا في مشروع أفالون بمكتبة القانون بجامعة ييل .